# Anthaxia baconis
Anthaxia baconis es una especie de escarabajo del género Anthaxia, familia Buprestidae. Fue descrita científicamente por Thomson en 1879.